# Belagerung von Carlisle (1216)

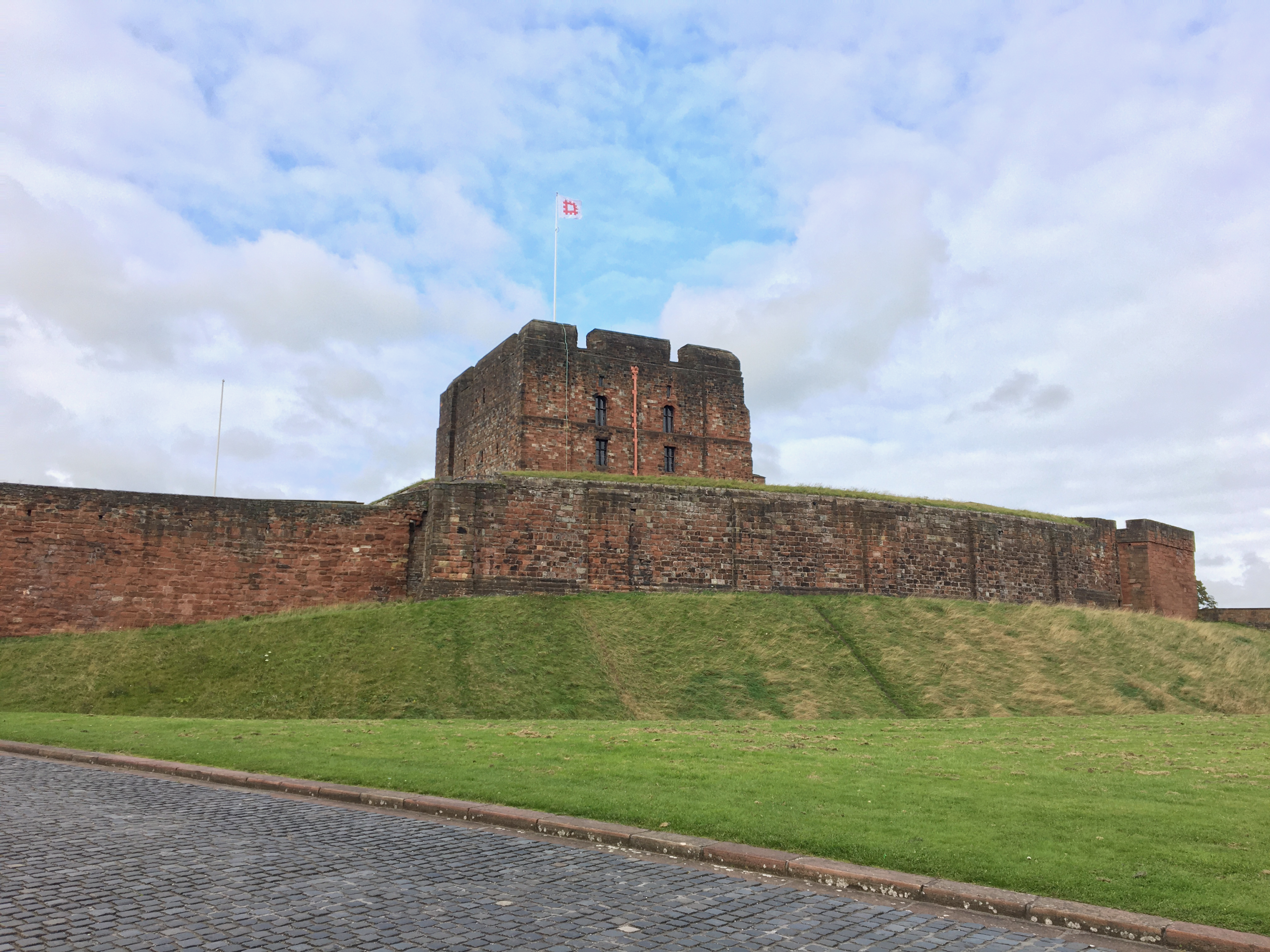
Carlisle Castle mit dem bereits im 12. Jahrhundert erbauten Keep

Die Belagerung von Carlisle war eine Schlacht während des Schottisch-Englischen Kriegs von 1215 bis 1217. Sie endete Ende 1216 mit der schottischen Eroberung der Stadt und der Burg.

## Vorgeschichte
Zu Beginn des Schottisch-Englischen Kriegs ab 1215 waren Carlisle und Carlisle Castle in der Hand von Robert de Ros, einem der führenden Rebellen gegen den englischen König Johann Ohneland. Als aber Anfang Januar 1216 Johann Ohneland mit einem Heer vor der Stadt erschien, übergab de Ros die Stadt und die Burg kampflos. Der englische König ernannte Robert de Vieuxpont, ein ihm gegenüber loyaler Baron, zum neuen Kommandanten von Carlisle. Vieuxpont verwaltete während der nächsten Monate faktisch mit den Vollmachten eines Vizekönigs Carlisle und die umgebende Grafschaft Cumberland. Anfang Februar 1216 erschien der mit den nordenglischen Rebellen verbündete schottische König Alexander II. mit einem Heer vor der Stadt. Ohne Belagerungsmaschinen konnten die Schotten die Befestigungen aber nicht überwinden. Sie plünderten die Umgebung der Stadt und zogen sich dann nach Norden zurück.

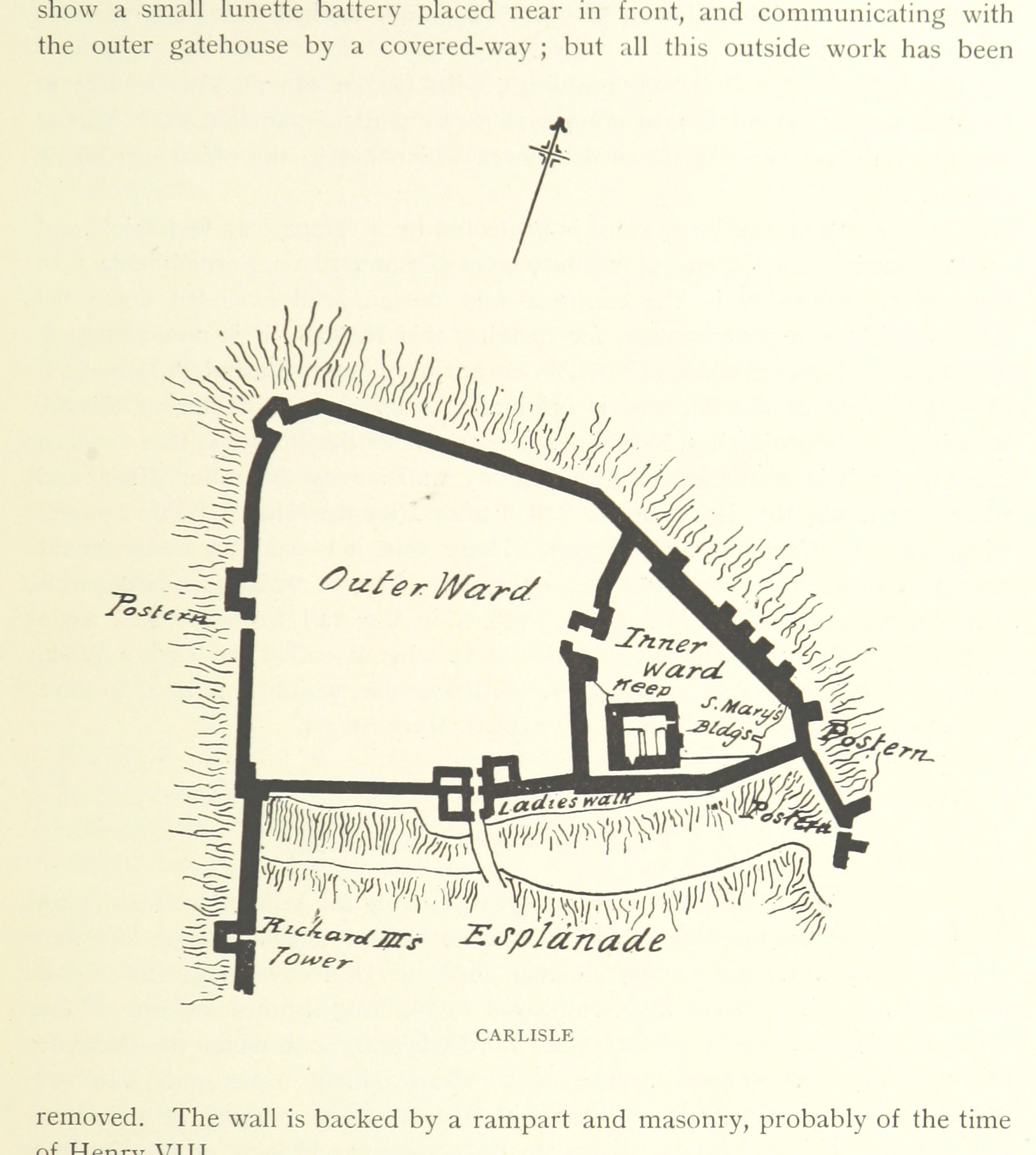
Grundriss von Carlisle Castle nach einer 1897 veröffentlichten Zeichnung. Links der äußere Burghof, rechts der innere Burghof mit dem Keep.

## Die Belagerung im zweiten Halbjahr 1216
Im Juli 1216 überquerte der schottische König erneut die Grenze nach England und begann mit der Belagerung von Carlisle. Dieses Mal war das schottische Heer offenbar besser ausgerüstet und verfügte über Belagerungsmaschinen, dazu wurden die Schotten von einem starken Kontingent der gegen Johann Ohneland rebellierenden nordenglischen Barone unterstützt. Vermutlich unterstützte auch ein Großteil der Bürger der Stadt die Schotten, da sie über die Herrschaft von Johann Ohneland verbittert waren. Bereits am 8. August konnten die Schotten die Stadt einnehmen, worauf sich Vieuxpont mit der englischen Besatzung in die Burg zurückzog. Während der schottische König mit einer starken Reiterstreitmacht nach Süden aufbrach, setzte das schottische Heer die Belagerung fort. Sie verfügten nicht nur über Belagerungsmaschinen, sondern hatten auch Sappeure in ihrem Heer. Die Schotten griffen zunächst den südlichen Abschnitt der Ringmauer sowie das Torhaus der Burg an. Durch Beschuss und Unterminierung konnten sie das Torhaus zerstören und eine Bresche in die Mauer schlagen und so den äußeren Burghof erobern. Dort fiel ihnen vermutlich ein Großteil der Vorräte der Burg in die Hände. Die englische Besatzung zog sich in den inneren Burghof und in den Keep zurück. Nach weiterer Belagerung ergab sie sich aber im November oder Dezember 1216, nachdem ihr freier Abzug gewährt worden war. Der schottische König ernannte Alan of Galloway zum neuen Kommandanten der Burg.

## Folgen
Die Eroberung der Burg sicherte nicht nur die schottische Besetzung von Cumberland, sondern hatte auch hohen Symbolwert. Die Burg war um die Mitte des 12. Jahrhunderts Mittelpunkt der nordenglischen Besitzungen des schottischen Königs David I. gewesen, der 1153 in der Burg gestorben war. Alexander II. beanspruchte in dem Krieg erneut diese Besitzungen seines Urgroßvaters in Nordengland. Erst nachdem der Krieg für den schottischen König verloren war, gab er am 1. Dezember 1217 den Befehl, Carlisle wieder an Beauftragte der englischen Regierung zu übergeben.